# Ben Mingay
Ben Mingay es un actor y cantante australiano, conocido por haber interpretado a Buzz Graham en la serie Packed to the Rafters.

## Biografía
Estudió en el "Opera Voice" en el conservatoria de música de Sídney.
En 2013 comenzó a salir con la actriz australiana Kirby Burgess, más tarde la pareja se comprometió y finalmente se casaron el 9 de febrero de 2018 en Centennial Park.

## Carrera
En 2004 apareció como invitado en la serie policíaca Blue Heelers, donde interpretó a Troy Baxter. Ese mismo año interpretó a Jim Beatson en la serie médica All Saints.
En 2013 obtuvo su primer papel importante en la televisión cuando se unió al elenco principal de la sexta temporada de la serie australiana Packed to the Rafters, donde interpreta al joven electricista Fergus "Buzz" Graham, hasta el final de la serie el 2 de julio del mismo año. Ese mismo año se unió al elenco principal de la serie Wonderland, donde interpretó a Rob Duffy, hasta el final de la serie en 2015. En mayo de 2015 se anunció que Ben aparecería como invitado en la popular serie australiana Home and Away, donde interpretó al criminal a Trystan Powell.
En mayo de 2016 se anunció que aparecería en la miniserie House of Bond, donde dará vida al controversial magnate australiano Alan Bond.

## Filmografía

### Series de televisión
| Año         | Título                | Personaje            | Notas                      |
| ----------- | --------------------- | -------------------- | -------------------------- |
| 2017        | House of Bond         | Alan Bond            | 2 episodios - miniserie    |
| 2015        | Home and Away         | Trystan Powell       | 10 episodios               |
| 2013 - 2015 | Wonderland            | Rob Duffy            | 44 episodios               |
| 2013        | Packed to the Rafters | Fergus "Guzz" Graham | 11 episodios               |
| 2004        | Blue Heelers          | Troy Baxter          | episodio "Headless Chooks" |
| 2004        | All Saints            | Jim Beatson          | episodio "Meltdown"        |

### Películas
| Año  | Título        | Personaje    | Notas |
| ---- | ------------- | ------------ | --- |
| 2016 | Hacksaw Ridge | Grease Nolan | junto a Teresa Palmer, Hugo Weaving, Andrew Garfield, Sam Worthington, Vince Vaughn, Luke Bracey y Rachel Griffiths |
| 2014 | The Gift      | Joel         | corto - junto a Mark Lee, Hannah Marshall, Anne Tenney y Harry Greenwood                                            |

### Teatro
| Año         | Título                      | Personaje      | Director (a)          | Notas                                                                 |
| ----------- | --------------------------- | -------------- | --------------------- | --------------------------------------------------------------------- |
| 2016        | Rolling Thunder Vietnam     | -              | -                     | junto a Wes Carr, Tom Oliver, William Ewing y Caitlin Spears          |
| 2015        | The Phantom of the Opera    | El Fantasma    | The Riverside Theatre | junto a Tamasin Howard, Ben Mingay, Ballina Gee y Jim Mitchell        |
| 2012        | An Officer And A Gentleman  | Simon Phillips | Lyric Theatre         | junto a Kate Kendall, Alex Rathgeber, Kirby Burgess y Amanda Harrison |
| 2011        | Jersey Boys                 | Tommy Devito   | -                     | junto a Glaston Toft                                                  |
| 2004 - 2005 | Dirty Dancing               | Billy          | -                     | -                                                                     |
| 2003        | Hair                        | Berger         | -                     | -                                                                     |
| 2003        | Sideshow Alley: The Musical | -              | -                     | -                                                                     |
| -           | South Pacific               | -              | -                     | -                                                                     |